# Fighters Destiny
Fighters Destiny (ファイティングカップ, Fighting Cup al Japó) és un videojoc desenvolupat per la Nintendo 64 el 1998. El producte realitzat per Imagineer i Genki, Fighters Destiny, va ser un dels pocs jocs de lluita que van aparèixer per la Nintendo 64, ja que la majoria van aparèixer per la Sony PlayStation. Té uns models i estil de lluita similars al videojoc de lluita de Sega, Virtua Fighter, encara que porta un sistema únic de puntuació. Va ser molt criticat pels personatges en general del joc i la seva presentació poc original però els crítics van elogiar el seu sistema de punts considerant-ho un dels millors jocs de lluita de la Nintendo 64. La seqüela, Fighter Destiny 2, va ser llançada en el 2000.

## Jugabilitat
A Fighters Destiny, el jugador controla un personatge poligonal sobre una sorra podent-se moure en qualsevol de les tres dimensions del ring. El joc és el típic joc de lluita un contra un sense poder utilitzar armes; utilitzant una gran varietat de cops de puny, puntades, bloquejos, claus i llançaments mentre el jugador intenta abatre al seu contricant. Al contrari que altres jocs, en aquest joc no és primordial acabar amb tota la barra de vida del contrincant. El més important és aconseguir punts fins a aconseguir tots els necessaris per guanyar la partida. Per llevar tota la barra de vida al contrincant i després copejar-li, només gaudim d'uns segons per copejar-li fins que es recuperi (mentre l'adversari pot moure's lentament però no pot ni atacar ni defensar-se), ens donen dos punts. També, els escenaris tenen límits pel que tirar al nostre adversari ens donaran un punt (cal destacar que, normalment, abans de caure del ring et pots agafar de la vora i tornar a pujar o, com a nota curiosa, aguantar en l'extrem durant uns pocs instants que podrem utilitzar per tirar a l'adversari si està molt prop de nosaltres, encara que podem caure per trigar molt). A més dels atacs bàsics, cada jugador consta d'uns moviments especials, anomenats "moves", que poden utilitzar-se durant el combat. Aquests simples moviments ens permetrà agarrar a l'adversari i realitzar-li una clau. Després de realitzar aquest moviment, l'adversari té un temps per dur a terme una acció que pot ser:
- Frenar la clau, sense cap pèrdua de vida.
- Realitzar un contraatac, per la qual cosa el temps per reaccionar disminueix del contrincant(no hi ha límit per contrarestar però arriba un moment que és pràcticament impossible a causa del temps).
- No fer gens, per la qual cosa després de realitzar el contrari la clau es guanya tres punts.

També existeixen uns moviments especials, els quals són molt lents quan es realitzen, que si li dona a l'adversari, sense haver-se defensat, guanyarem quatre punts. A més, si el temps acaba, els jutges adjudiquen un punt valuant la vida i les accions.
Fighters Destiny ofereix cinc modes de joc. Hi ha el mode clàssic Vs com contra la màquina, podent obtenir un nou personatge seleccionable (Bor) i aprendre noves habilitats per al seu personatge. En el mode Vs player es pot lluitar contra un altre segon jugador, desafiar les nostres habilitats i guanyar nous personatges en la manera "Record Attack", jugar en la manera "Mater Challenge" per augmentar la llista de moviments del nostre personatge i entrenar contra un personatge robot. Quan el jugador aprèn noves habilitats contra la màquina o en la manera Master Challenge, poden guardar la seva nova llista de moviments en el Controller Pak; més tard, la nova llista de moviments pot ser accedida des de qualsevol manera per ajudar el jugador.

## Personatges
Hi ha nou personatges inicials a Fighters Destiny: Ryuji, un mestre japonès del karate; Abdul, un lluitador equilibrat de Mongòlia; Tomahawk, un lluitador de lluita lliure dels Estats Units; Meiling, una dona de xinesa d'un estil de lluita ràpid; un ninja amb un gran ventall d'atacs especials; Pierre, un pallasso francès amb un estil de lluita enganyós; Leon, un lluitador espanyol; Bob, un poderós lluitador brasiler; Valerie l'especialista alemanya del combat aeri.
A més dels nou personatges principals, hi ha cinc personatges secrets que poden ser desbloquejats per completar diversos desafiaments de la manera challenge. Per obtenir a Joker, per exemple, els jugadors han de guanyar en el mode "Survival Mode" vencent a cent enemics consecutius. Els altres personatges secrets són Bor, una poderosa lluitadora de suïssa; Rob, el robot per entrenar provinent d'Alemanya, Master, un vell japonès expert en karate i Ushi, una "vaca lluitadora" de Hong Kong.

## Rebuda i vendes
| Publicació                | Resultat   | Comentari                         |
| ------------------------- | ---------- | --------------------------------- |
| Ign.com                   | 8.0 de 10  | "[El] joc de lluita més original" |
| Electronic Gaming Monthly | 6.62 de 10 |                                   |
| GameSpot                  | 7.8 de 10  | "un joc ben realitzat"            |
| Nintendo Power            | 7.3 de 10  |                                   |

Fighters Destiny va rebre notes molt diferents (unes bones però altres molt dolentes); curiosament, les millors anàlisis de la crítica venien de crítics en general amb gran audiència. Però malgrat les grans crítiques, el joc es va llançar tard i es va perdre els primers dies de Nadal amb la conseqüent baixada de vendes de títols, venent solament 18.000 còpies en els primers dos mesos des del llançament a l'Amèrica del Nord.
 Com a resultat, Infogrames Entertainment (la companyia cap d'Ocean Software encarregada de la distribució de Fighters Destiny) va decidir rebaixar 20US$ el preu inicial al mercat, caient el preu del joc en US$49.99 (només a l'Amèrica del Nord). "Fighters Destiny va ser elogiat com el millor joc de lluita per la Nintendo 64 pel gran majoria dels mitjans dels videojocs", segons va dir Mike Markey, vicepresident de vendes i màrqueting, "El motiu del nou preu és fer el joc més accessible a tots els consumidors".

## Continuació
El 2000, es va llançar una seqüela de Fighters Destiny, amb títol Fighter Destiny 2. Publisher SouthPeak Games va treure la s al títol a causa de problemes de drets d'autor. Fighter Destiny 2 va aportar millores respecte el seu predecessor, va augmentar el FPS fins als 60, i va afegir millores gràfiques i d'àudio. Alguns dels personatges fan una segona aparició a la seqüela, però la majoria del repartiment és totalment nou. Tot i que la mecànica del joc no canvia, es va afegir un nou mode "Fighter's Arena", un joc de taula gegant que permet als jugadors construir els atributs dels seus personatges, a més de que aprenguin noves habilitats de lluita. El personatge de Ryuji, del primer joc, sembla haver estat reanomenat com a Saeki per raons desconegudes.
Hi ha onze caràcters predeterminats a Fighter Destiny 2. Ryuji fa un retorn com a Saeki, mentre que Abdul, Meiling i Ninja fan una altra aparició amb els seus noms originals. Pierre també apareix, però ara és més extravagant que abans. S'uneixen als nouvinguts Adriana, una ballarina de Samba del Brasil; Federico, un científic d'Itàlia; el guerrer del carrer estatunidenc D-Dog, que s'assembla molt a Dennis Rodman; la model de moda Kate del Regne Unit; el lluitador professional alemany Ziege; i el cantant de punk rock britànic Dixon.
Igual que en el primer joc, hi ha cinc personatges secrets per desbloquejar des dels diferents modes de joc, amb els propis personatges secrets formats per un noble de França anomenat Fabien, Ushi (que ara es canvia de nom a Mou), Robert (que ara es canvia de nom a Samurai), the Master, qui torna a aparèixer, i un home transvestit dels Estats Units anomenat Cherry. En el llançament nord-americà, l'actor de veu de Cherry es canvia a femení per ser apropiat; no obstant això, res sobre el seu cos no canvia, com els seus músculs, els seus tatuatges i la seva cara, que s'assemblen a un home.
En el llançament, la revista Famitsu va puntuar Fighter Destiny 2 a 30 de 40 punts.